# Lithobius tahirensis
Lithobius tahirensis är en mångfotingart som beskrevs av Matic 1983. Lithobius tahirensis ingår i släktet Lithobius och familjen stenkrypare.
Artens utbredningsområde är Turkiet. Inga underarter finns listade i Catalogue of Life.